# یواس‌اس میامی (۱۸۶۱)
یواس‌اس میامی (۱۸۶۱) (به انگلیسی: USS Miami (1861)) یک کشتی بود که طول آن ۲۰۸ فوت ۲ اینچ (۶۳٫۴۵ متر) بود. این کشتی در سال ۱۸۶۱ ساخته شد.